# Reka Văcea - Trakia
Reka Văcea - Trakia este o arie protejată (arie specială de conservare — SAC, sit de importanță comunitară — SCI) din Bulgaria întinsă pe o suprafață de 550,33 ha, integral pe uscat.

## Localizare
Centrul sitului Reka Văcea - Trakia este situat la coordonatele 42°05′18″N 24°30′24″E / 42.0884°N 24.5067°E.

## Înființare
Situl Reka Văcea - Trakia a fost declarat sit de importanță comunitară în martie 2007 pentru a proteja 17 specii de animale. Situl a fost protejat și ca arie specială de conservare în martie 2021.

## Biodiversitate
Situată în ecoregiunea continentală, aria protejată conține 3 habitate naturale: Liziere de ierburi înalte hidrofile de câmpie și de nivel montan până la alpin, Păduri aluvionare cu Alnus glutinosa și Fraxinus excelsior (Alno-Padion, Alnion incanae, Salicion albae), Galerii de Salix alba și de Populus alba.
La baza desemnării sitului se află mai multe specii protejate:
- amfibieni (3): buhai de baltă cu burta roșie (Bombina bombina), izvoraș-cu-burta-galbenă (Bombina variegata), Triturus karelinii
- mamifere (4): vidră de râu (Lutra lutra), liliac cu picioare lungi (Myotis capaccinii), popândău (Spermophilus citellus), dihor pătat (Vormela peregusna)
- nevertebrate (4): Coenagrion ornatum, rădașcă (Lucanus cervus), Ophiogomphus cecilia, Unio crassus
- pești (3): Barbus cyclolepis, zvârluga (Cobitis taenia), boarță (Rhodeus amarus)
- reptile (3): țestoasa de baltă (Emys orbicularis), Testudo graeca, țestoasă bănățeană (Testudo hermanni)

Pe lângă speciile protejate, pe teritoriul sitului au mai fost identificate 4 specii de amfibieni, 4 specii de mamifere, 3 specii de nevertebrate, 1 specie de pești, 7 specii de reptile.